# Ambasada Mjanmy w Berlinie
Ambasada Mjanmy w Berlinie – misja dyplomatyczna Republiki Związku Mjanmy w Republice Federalnej Niemiec.
Ambasador Republiki Związku Mjanmy w Berlinie oprócz Republiki Federalnej Niemiec akredytowany jest również w Republice Czeskiej, Republice Estońskiej i w Rzeczypospolitej Polskiej.